# Алан Ґрін
Алан Ґрін (англ. Alan Greene, 29 серпня 1911 — 12 березня 2001) — американський стрибун у воду.
Бронзовий медаліст Олімпійських Ігор 1936 року.